# 高速魚雷艇

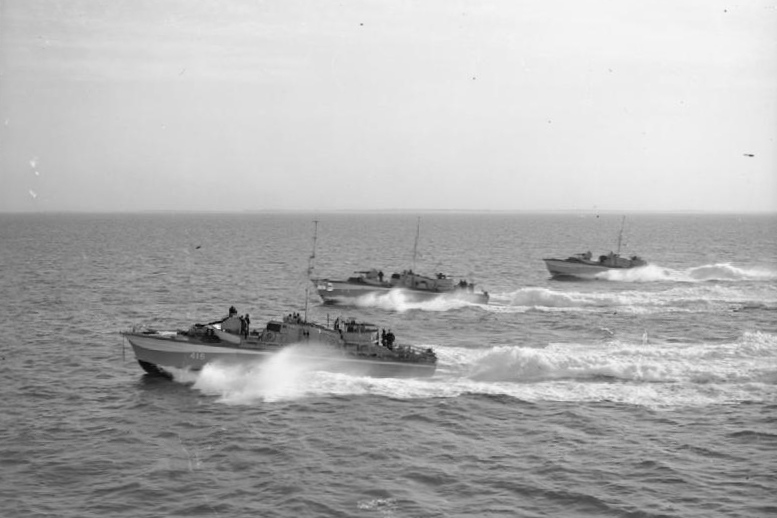
ノルマンディー上陸作戦で敵襲に備える高速魚雷艇

高速魚雷艇（こうそくぎょらいてい、英語: Motor Torpedo Boat, MTB）とは、イギリスで開発された魚雷艇の一種。同国海軍のほか、アメリカ海軍、カナダ海軍、ノルウェー海軍で使用された。またアメリカ海軍のPTボート（Patrol Torpedo boat）も高速魚雷艇の系譜に属している。

## 概要
水雷兵器の発達とともに、これを主兵装とする戦闘艇として登場したのが水雷艇であった。しかし水雷艇を大型化した駆逐艦が登場すると、水雷艇のニッチはこちらに奪われていき、残った水雷艇も沿岸用の小型駆逐艦としての性格が強くなっていった。その後を埋めるように、小型で高速・軽快なモーターボートを水雷襲撃に使用する構想が生じた。先鞭をつけたイギリス海軍では1916年にはCMB (Coastal Motor Boat) を実用化したほか、第一次世界大戦中には各国で同様の戦闘艇が開発・配備された。これらの高速戦闘艇について、日本語圏では蒸気船である水雷艇と区別して、魚雷艇と称される。
戦間期にも各国は魚雷艇の開発を継続していたのに対し、CMBで先鞭をつけたイギリスは、大戦後しばらくは魚雷艇から遠ざかっていた。しかし1935年の第二次エチオピア戦争を契機にイタリア海軍と対峙するようになると、同海軍のMAS艇への対抗上から、再び魚雷艇の整備に着手した。これによって建造されたのが高速魚雷艇（MTB）であった。
1935年にブリティッシュ・パワー・ボート（BPB）社が18m型艇をイギリス海軍に提案して採用され、1937年以降、大量に建造された。BPB社の18m型艇は当初6隻が発注され、その後量産に移行している。第2次世界大戦の勃発以降はヴォスパー・ソーニクロフト社やフェアマイル社なども建造に参入し、艇自体も21m型や35m型などへ大型化していった他、機動砲艇 (MGB) の機能も統合し、砲兵装の重武装化も進んでいった。ドイツのSボートとの交戦の戦訓なども取り入れられている。

### 中華民国におけるMTBタイプ艇の採用
1930年代の中華民国海軍もイギリスのMTB系の高速魚雷艇の有効性に着目し、ソーニクロフト社製の魚雷艇CMBを導入して長江流域や中国南部沿岸海域などで使用した。日中戦争中、CMBの一部は上海の黄浦江で日本海軍の第3艦隊旗艦出雲に雷撃を試みている。また、中華民国の海関（税関）当局も、税関監視艇としてBPB社製魚雷艇を非武装仕様で導入しており、長江流域や中国南部沿岸などで密輸監視・取締活動に使用した。中国南部沿岸海域では、大型の監視船「福星」に高速監視艇を搭載して広域的に取締活動を行うといった取り組みも行われている。